# François de Coligny

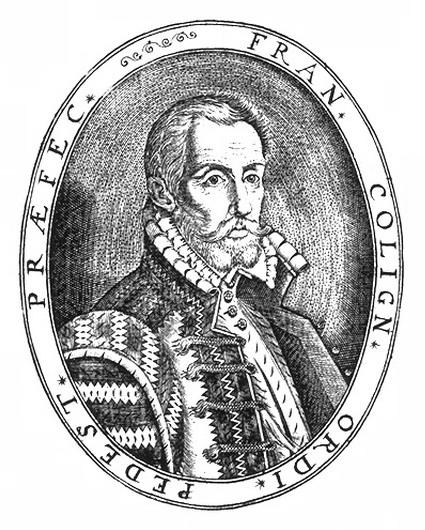
François de Coligny-d'Andelot, 1550-talet.

François de Coligny, seigneur d'Andelot, född 21 april 1521 och död 27 maj 1569, var en fransk militär och hugenottledare. Han var son till Gaspard Coligny, marskalk av Châtillon, och bror till Odet de Coligny och Gaspard de Coligny.
François de Coligny tillfångatogs av Karl V:s trupper utanför Parma 1551, och fick därefter tillbringa 5 år i fångenskap i Milano. Under sin tid i fångenskap började han att studera Jean Calvins skrifter, och övergick snart till kalvinismen. Efter sin frigivning utsågs han till generalöverste över det franska fotfolket efter sin bror Gaspard som då var i spansk fångenskap. 1558 blev han efter ett provokativt uppträdande mot katolikerna fängslad och berövad sitt ämbete. I hugenottkrigen deltog han med utmärkelse bland annat i slagen vid Dreux 1562 och Jarnac 1562. Han mördades genom gift.